# Muziek Centrum Nederland
Pour les articles homonymes, voir MCN.
Le Muziek Centrum Nederland ou MCN en français : « Centre de musique des Pays-Bas » a été, entre 2008 et 2013, un centre visant à la promotion et à la connaissance des professionnels de la musique néerlandais. Son siège se trouve sur le Rokin à Amsterdam. Le centre a pour mission de promouvoir la culture musicale néerlandaise, tant aux Pays-Bas qu'au-delà des frontières. Le MCN a pour ce faire organisé des événements, des réunions d'information, des ateliers, des formations, a édité des CD, a participé à des salons internationaux de musique et a servi de centre de documentation et d'information.
Le MCN s'intéresse à tous les genres de musique, pop, rock, hip-hop, urban, dance, techno et crossover, ainsi que jazz, classique et musique contemporaine ou encore les musiques du monde.

## Histoire
Le Muziek Centrum Nederland (MCN) a été fondé le 1er janvier 2008 et provient de la fusion de plusieurs institutions musicales : le Donemus (Centre de documentation sur la musique néerlandaise), la Gaudeamus (institut de musique contemporaine), De Kamervraag (institut de musique classique), la Dutch Jazz Connection, la Jazzorganisatie (anciennement le Nederlandse Jazzdienst), la Nederlandse Jazzarchief et le Nationaal Pop Instituut.
À la suite de la perte des subventions de l'État néerlandais, le MCN a fermé ses portes le 1er janvier 2013.

## Activités
- Internationale Gaudeamus Muziekweek

Concours de musique classique contemporaine
- Internationaal Gaudeamus Vertolkers Concours
- Dutch Jazz Meeting
- VPRO/Boy Edgar Prijs

Prix musical pour les jazzmen néerlandais
- Animations promotionnelles lors de congrès internationaux de musique comme au CMJ (New York), SXSW (Austin, Texas) aux États-Unis, Popkomm (Berlin) et Musikmesse (Frankfort) en Allemagne.
- www.muziekencyclopedie.nl - Site internet sur l'histoire de la musique aux Pays-Bas